# Ги VII де Лаваль
Ги VII де Монморанси-Лаваль (Guy VII de Montmorency-Laval) (1219—1267) — барон де Витре и сеньор д’Обинье (по правам жены), сеньор де Лаваль с 1264.
Сын коннетабля Франции Матьё II де Монморанси и его жены Эммы де Лаваль (1197/98 - 27 апреля 1264), дамы де Лаваль. Поскольку он был старшим ребёнком своих родителей, которые поженились в июле 1218 года, датой его рождения условно считается 1219-й.
После смерти отца стал его основным наследником, передав часть сеньорий своему единокровному брату Бушару (другой брат, Матьё, получил Аттиши и земли в Иль-де-Франс). После смерти матери (1264) унаследовал её сеньорию Лаваль.
Принял имя Ги VII де Лаваль, при этом сохранив герб Монморанси, украсив его пятью серебряными петухами на кресте.
В 1239 году женился на Филиппе де Витре, старшей дочери Андре III, барона де Витре, и Катерины де Туар — сестры бретонской герцогини. В 1251 году Филиппа после смерти малолетнего брата унаследовала все владения своего рода.
В 1248 году вместе с тестем отправился в крестовый поход, участвовал в осаде Дамьетты. Вернулся из Сирии не позднее августа 1253 года. Его жена Филиппа де Витре, не отличавшаяся крепким здоровьем, умерла в следующем году 16 сентября.
Ги VII де Лаваль после возвращения из Святой земли захватил владения своего бездетного единокровного брата Матьё, погибшего в Египте во время крестового похода в 1250 году. Он воспользовался тем, что остался старшим в роду, и отказался делиться с племянниками, что вполне соответствовало законам Иль-де-Франса.
Овдовев, Ги VII де Лаваль вторым браком женился на Томассе де Пуансе, дочери Жоффруа де Пуансе, сеньора де Ла Герш — вдове своего собственного тестя Андре III, барона де Витре.
С 1265 года Ги VII де Лаваль по призыву папы участвовал в экспедиции Карла I Анжуйского против Манфреда Сицилийского и битве при Беневенто.
Дети от первой жены:
- Ги VIII де Лаваль (1240 — 22 августа 1295), сеньор де Лаваль и де Витри.
- Эмметта де Лаваль, муж — Прежан де Колмен, виконт де Тонкедек
- Катерина де Лаваль, с 1265 г. жена Эрве IV, виконта де Леона.
- Бушар де Лаваль, сеньор д’Аттиши.